# TEE Erasmus
Il treno TEE Erasmus, dal nome del filosofo olandese Erasmo da Rotterdam, fu istituito nel 1973 per collegare l'Aia con la Germania.